# Donuea
Genre
Synonymes
- Donuca Simon, 1903 nec Walker, 1865

Donuea est un genre d'araignées aranéomorphes de la famille des Corinnidae.

## Distribution
Les espèces de ce genre se rencontrent à Madagascar et à Maurice.

## Liste des espèces
Selon World Spider Catalog (version 23.5, 19/11/2022) :
- Donuea argenticoma (Keyserling, 1877)
- Donuea collustrata Bosselaers & Dierick, 2010
- Donuea decorsei (Simon, 1903)
- Donuea fusca (Simon, 1896)
- Donuea vittigera (Simon, 1896)

## Systématique et taxinomie
Ce genre a été décrit sous le nom Donuca par Simon en 1903. Donuca Simon, 1903 étant préoccupé par Donuca Walker, 1865 dans les Lépidoptères, il est renommé Donuea par Strand en 1932. Il est placé dans les Corinnidae par Azevedo, Bougie, Carboni, Hedin et Ramírez en 2022.

## Publications originales
- Strand, 1932 : « Miscellanea nomenklatorica zoologica et palaeontologica, III. » Folia Zoologica et Hydrobiologica, vol. 4, p. 133-147.
- Simon, 1903 : « Descriptions d'arachnides nouveaux de Madagascar, faisant partie des collections du Muséum. » Bulletin du Muséum National d'Histoire Naturelle, vol. 9, p. 133-140 (texte intégral).